# Аранно
Аранно (італ. Aranno) — громада  в Швейцарії в кантоні Тічино, округ Лугано.

## Географія
Громада розташована на відстані близько 155 км на південний схід від Берна, 24 км на південний захід від Беллінцони.
Аранно має площу 2,6 км², з яких на 7,8% дозволяється будівництво (житлове та будівництво доріг), 3,9% використовуються в сільськогосподарських цілях, 88,2% зайнято лісами, 0% не є продуктивними (річки, льодовики або гори).

## Демографія
2019 року в громаді мешкало 376 осіб (+22,1% порівняно з 2010 роком), іноземців було 11,2%. Густота населення становила 145 осіб/км².
За віковим діапазоном населення розподілялося таким чином: 21,3% — особи молодші 20 років, 61,2% — особи у віці 20—64 років, 17,6% — особи у віці 65 років та старші. Було 156 помешкань (у середньому 2,4 особи в помешканні).